# 167 (nombre)
« Cent soixante-sept » redirige ici. Pour l'année, voir 167.
167 (cent soixante-sept) est l'entier naturel qui suit 166 et qui précède 168.

## En mathématiques
Cent soixante-sept est :
- un nombre premier sûr.
- un nombre premier long.
- un nombre premier cousin avec 163.
- un nombre premier sexy avec 173.

## Dans d'autres domaines
Cent soixante-sept est aussi :
- Années historiques : -167, 167